# Alfredo David Moreno
Alfredo David Moreno Rojas (Santiago del Estero, Argentina, 12 de enero de 1980-Aguascalientes, México, 8 de diciembre de 2021) fue un futbolista argentino naturalizado mexicano. Se desempeñaba en la posición de delantero y su primer equipo fue Boca Juniors, con el que conquistaría 9 títulos entre 1998 y 2003. Era apodado El Chango.
Tuvo un destacado paso por el fútbol mexicano, siendo el futbolista argentino con más goles en la Primera División de México.
Falleció en Aguascalientes el 8 de diciembre de 2021, a los 41 años de edad, de cáncer en la vesícula biliar.

## Trayectoria
Dio sus primeros pasos en Estudiantes de Huaico Hondo de su provincia natal y después pasó a Dock Sud, donde fue tentado para jugar con la camiseta de River, pero finalmente fue reclutado por Jorge Griffa y se sumó a la cuarta división de Boca Juniors cuando tenía 15 años. 
En 1998 hizo su primera pretemporada con el plantel profesional de Primera División gracias a la convocatoria de Carlos Bianchi. Ese mismo año, se fue a préstamo al Necaxa de México, pero permaneció por tres meses y luego decidió regresar ya que no consiguió adaptarse. Debutó el 26 de septiembre de 1999 frente a San Lorenzo en la igualdad sin goles, tuvo protagonismo luego de la lesión sufrida por Martín Palermo el 14 de noviembre de ese mismo año ante Colón, reemplazando su puesto. El 22 de marzo de 2000, jugando para Boca Juniors, convirtió 5 goles en un solo partido por la Copa Libertadores, fue en un 6-1 contra el Blooming de Bolivia. Durante su primera etapa en Boca, disputó 16 partidos en el ámbito local y anotó 7 tantos mientras que por los torneos internacionales disputó 9, y marcó 6 tantos.
A mediados de 2000 fue cedido por seis meses a Racing sin opción de compra, pero una lesión en la rodilla le impidió a Moreno disputar muchos encuentros.
Pasó al Necaxa de México donde consiguió la regularidad que buscaba, pero no recuperó su nivel. En 2002 arribó a China y se incorporó al Shandong Luneng donde su rendimiento fue similar al que tuvo en las tierras aztecas.
En 2003 regresa a Boca Juniors donde no tiene grandes rendimientos, pero forma parte del plantel campeón de la Copa Libertadores 2003.
En 2004 regresó al Necaxa. Esta vez permaneció por tres temporadas, acumuló 135 partidos e hizo 44 goles. Con el detalle de que en 2006 participó de la Copa Libertadores con los Tigres de UANL.
En 2007 fue transferido a San Luis del mismo país, jugó 43 partidos y convirtió 28 tantos. En 2008 llegó a América y permaneció allí por seis meses. Después fue cedido por la misma cantidad de tiempo al Necaxa y luego regresó a San Luis, estuvo en 36 choques y marcó 14 tantos.
El 27 de mayo es contratado por el Atlas de Guadalajara para disputar el Apertura 2010.

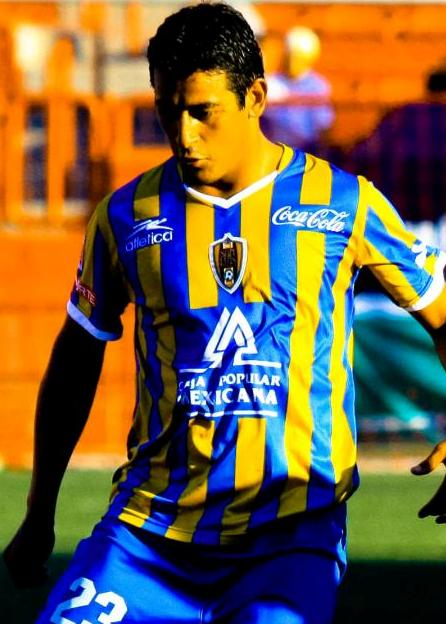
Moreno jugando para el San Luis, 2011.

Para el Apertura 2011 fue contratado nuevamente por su antiguo equipo el Club San Luis, donde en 14 partidos pudo anotar 7 veces.
Posteriormente, fue cedido al Club Tijuana en calidad de préstamo por las próximas dos temporadas con opción a compra.
Se proclamó campeón del Apertura 2012 con el Club Tijuana al imponerse 4-1 al Toluca.
Para el Torneo Apertura 2013, Alfredo Moreno pasó a ser jugador del equipo de la franja, Puebla Fútbol Club, pero fue anunciado como baja de la institución para el Clausura 2014, quedando como agente libre. Días después se anunció que jugaría para los Tiburones Rojos de Veracruz. Su siguiente paso fue de nuevo por el Club Tijuana.
Se retiró en el Celaya Fútbol Club a mediados de 2018.

### Muerte
En los primeros días del mes de diciembre de 2021, se sometió a una cirugía sencilla por un cólico biliar, en un cuadro controlado, pero los médicos, al realizar el procedimiento quirúrgico, descubrieron un tumor maligno en la vesícula biliar con invasión a sus intestinos empeorando gravemente la situación.
Falleció el 8 de diciembre de 2021 a pocos días de comenzar el tratamiento.

## Estadísticas
La siguiente tabla detalla los encuentros disputados y los goles marcados en los clubes en los que ha militado.
| Boca Juniors Argentina | 1.ª                 | 1999-2000           | 16  | 7   | -  | -  | 9  | 6  | 25  | 13  |
| Boca Juniors Argentina | 1.ª                 | 2002                | 2   | 0   | -  | -  | -  | -  | 2   | 0   |
| Boca Juniors Argentina | 1.ª                 | 2003                | 5   | 2   | -  | -  | 6  | 3  | 10  | 5   |
| Boca Juniors Argentina | 1.ª                 | Total               | 23  | 9   | -  | -  | 15 | 6  | 38  | 18  |
| Racing Club Argentina | 1.ª                 | 2000                | 8   | 0   | -  | -  | -  | -  | 8   | 0   |
| Racing Club Argentina | 1.ª                 | Total               | 8   | 0   | -  | -  | -  | -  | 8   | 0   |
| Shandong Luneng China | 1.ª                 | 2002                | 24  | 6   | -  | -  | -  | -  | 24  | 6   |
| Shandong Luneng China | 1.ª                 | Total               | 24  | 6   | -  | -  | -  | -  | 24  | 6   |
| Necaxa · México | 1.ª                 | 2001                | 10  | 6   | -  | -  | -  | -  | 10  | 6   |
| Necaxa · México | 1.ª                 | 2001                | 20  | 3   | -  | -  | 7  | 6  | 27  | 9   |
| Necaxa · México | 1.ª                 | 2003-04             | 37  | 13  | -  | -  | -  | -  | 37  | 13  |
| Necaxa · México | 1.ª                 | 2004-05             | 35  | 14  | 3  | 1  | -  | -  | 38  | 15  |
| Necaxa · México | 1.ª                 | 2005-06             | 34  | 12  | 3  | 1  | -  | -  | 35  | 13  |
| Necaxa · México | 1.ª                 | 2006-07             | 25  | 3   | 4  | 2  | 6  | 1  | 35  | 6   |
| Necaxa · México | 1.ª                 | 2009                | 15  | 7   | -  | -  | -  | -  | 15  | 7   |
| Necaxa · México | 1.ª                 | Total               | 176 | 58  | 10 | 4  | 13 | 7  | 199 | 69  |
| San Luis F.C. · México | 1.ª                 | 2007-08             | 39  | 26  | 4  | 2  | -  | -  | 43  | 28  |
| San Luis F.C. · México | 1.ª                 | 2009-10             | 32  | 13  | -  | -  | 5  | 1  | 37  | 14  |
| San Luis F.C. · México | 1.ª                 | 2011-12             | 28  | 12  | -  | -  | -  | -  | 28  | 12  |
| San Luis F.C. · México | 1.ª                 | Total               | 99  | 51  | 4  | 2  | 5  | 1  | 108 | 54  |
| América · México | 1.ª                 | 2008                | 14  | 4   | -  | -  | -  | -  | 14  | 4   |
| América · México | 1.ª                 | Total               | 14  | 4   | -  | -  | -  | -  | 14  | 4   |
| Atlas F.C. · México | 1.ª                 | 2010-11             | 30  | 11  | -  | -  | -  | -  | 30  | 11  |
| Atlas F.C. · México | 1.ª                 | Total               | 30  | 11  | -  | -  | -  | -  | 30  | 11  |
| Tijuana · México | 1.ª                 | 2012-13             | 32  | 8   | 0  | 0  | 4  | 0  | 36  | 8   |
| Tijuana · México | 1.ª                 | 2014-15             | 26  | 8   | 5  | 1  | -  | -  | 31  | 9   |
| Tijuana · México | 1.ª                 | 2015                | 5   | 0   | 5  | 3  | -  | -  | 10  | 3   |
| Tijuana · México | 1.ª                 | Total               | 58  | 16  | 10 | 4  | 4  | 0  | 72  | 20  |
| Puebla F.C. · México | 1.ª                 | 2013                | 16  | 3   | -  | -  | -  | -  | 16  | 3   |
| Puebla F.C. · México | 1.ª                 | Total               | 16  | 3   | -  | -  | -  | -  | 16  | 3   |
| Veracruz · México | 1.ª                 | 2014                | 13  | 3   | 4  | 1  | -  | -  | 17  | 4   |
| Veracruz · México | 1.ª                 | Total               | 13  | 3   | 4  | 1  | -  | -  | 17  | 4   |
| Celaya F.C. · México | 2.ª                 | 2016                | 13  | 6   | 4  | 0  | -  | -  | 17  | 6   |
| Celaya F.C. · México | 2.ª                 | 2016-17             | 31  | 8   | 5  | 2  | -  | -  | 36  | 10  |
| Celaya F.C. · México | 2.ª                 | 2017-18             | 23  | 1   | 6  | 0  | -  | -  | 29  | 1   |
| Celaya F.C. · México | 2.ª                 | Total               | 67  | 15  | 15 | 2  | -  | -  | 82  | 17  |
| Total en su carrera | Total en su carrera | Total en su carrera | 528 | 176 | 43 | 13 | 31 | 14 | 602 | 203 |
| (1)Incluye datos de la InterLiga y la Copa México. (2)Incluye datos de la Copa Libertadores (2000 y 2007), Concacaf Liga de Campeones (2003), y la Copa Merconorte (2001) |                     |                     |     |     |    |    |    |    |     |     |

## Palmarés

### Campeonatos nacionales
| Título  | Club         | País   | Año    |
| ------- | ------------ | ------ | ------ |
| Liga MX | Club Tijuana | México | A-2012 |

### Campeonatos internacionales
| Título            | Club         | Sede Final | Año  |
| ----------------- | ------------ | ---------- | ---- |
| Copa Libertadores | Boca Juniors | Brasil     | 2000 |
| Copa Libertadores | Boca Juniors | Argentina  | 2003 |

## Distinciones individuales
| Distinción                                                                               | Año  |
| ---------------------------------------------------------------------------------------- | ---- |
| Futbolista argentino con más goles en la historia de la Primera División de México (165) | 2014 |